# Soneto 16

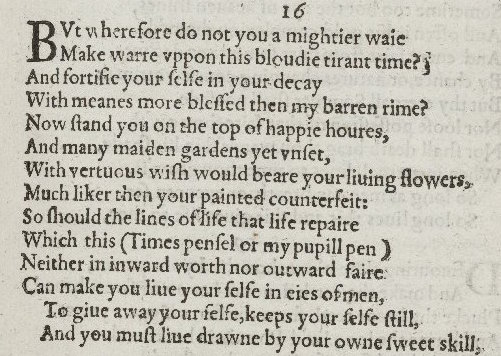
Soneto 16 en un libro de 1609.

| Soneto 16 |
| --- |
| But wherefore do not you a mightier way Make war upon this bloody tyrant Time? And fortify yourself in your decay With means more blessed than my barren rhyme? Now stand you on the top of happy hours, And many maiden gardens yet unset, With virtuous wish would bear your living flowers, Much liker than your painted counterfeit: So should the lines of life that life repair Which this time's pencil or my pupil pen, Neither in inward worth nor outward fair Can make you live yourself in eyes de men: To give away yourself, keeps yourself still, And you must live drawn by your own sweet skill. |
| –William Shakespeare |

El Soneto 16 es uno de los 154 sonetos escritos por William Shakespeare. Está considerado como uno de los sonetos shakespearianos sobre la procreación, dentro de la secuencia dedica al Fair Youth, y forma un díptico con el Soneto 15 que lo inicia.

## Traducción
¿Por qué no haces, tú mismo, con mayores poderes,

la guerra a ese sangriento, tirano que es el Tiempo

y no os fortificáis, contra la decadencia,

con medios más sagrados que mis rimas estériles?

Hoy que estás en la cima de las horas felices,

y hay vírgenes jardines, aun sin cultivar,

que su virtud darían, por llevar vuestras flores,

más reales y vivas que tu imagen pintada.

De esta forma la vida, restaura su linaje

y no el pincel del Tiempo o mi pluma novel

pueden dar tu belleza, ni interior ni exterior

y haceros revivir en los ojos del hombre.

Sólo daros a vos, es lo que os favorece,

por lo tanto vivir, con vuestra dulce maña.